# Moonbeam Creek, British Columbia
Moonbeam Creek är ett vattendrag i Kanada.   Det ligger i provinsen British Columbia, i den centrala delen av landet, 3 200 km väster om huvudstaden Ottawa.
I omgivningarna runt Moonbeam Creek växer i huvudsak barrskog. Trakten runt Moonbeam Creek är nära nog obefolkad, med mindre än två invånare per kvadratkilometer.